# Järntorget
Järntorget ou Praça do Ferro é uma praça da cidade de Gotemburgo, na Suécia. Seu nome advém das antigas instalações onde se pesava ferro.  É o centro tradicional do movimento operário da cidade, estando aí situadas algumas instituições emblemáticas do Partido Social-Democrata da Suécia.